# Peter Dodge
Peter Dodge (1954) è un ex sciatore alpino e allenatore di sci alpino statunitense, vincitore della Can-Am Cup nel 1975.

## Biografia
Specialista dello slalom speciale originario di St. Johnsbury, Dodge fece parte della nazionale statunitense negli anni 1970 e nella stagione 1974-1975 in Can-Am Cup vinse sia la classifica generale, sia quella di slalom speciale; gareggiò anche in Coppa Europa e in Coppa del Mondo, ottenendo due piazzamenti tra i primi 15 nella stagione 1978-1979, e si ritirò nel 1979. Non prese parte a rassegne olimpiche o iridate.
Dopo il ritiro prese parte al circuito professionistico nordamericano (Pro Tour) fino al 1989 e in seguito divenne allenatore nei quadri del Dartmouth College fino al 2022.

## Palmarès

### Can-Am Cup
- Vincitore della Can-Am Cup nel 1975[1]
- Vincitore della classifica di slalom speciale nel 1975[senza fonte]

## Riconoscimenti
- Domestic Coach of the Year nel 1999 e nel 2005[4]